# 백운2로
백운2로(Baegun 2-ro) 광양시 진원면 선소삼거리에서 광양시 진상면 섬거삼거리를 이어주는 도로이다.

## 주요 경유지
전라남도
- 광양시 (진월면 . 진상면)

## 노선
| 이름        |                                  | 소재지 | 소재지 | 비고 |
| ----------- | -------------------------------- | ------ | ------ | ---- |
| 선소삼거리  | 백운1로 선소중앙길               | 광양시 | 진월면 |      |
| 마룡 교차로 | 국도 제2호선 (충무공로)          | 광양시 | 진월면 |      |
| 뱀재        |                                  | 광양시 | 진월면 |      |
|             | 진상면                           | 광양시 |        |      |
| 지원교      |                                  | 광양시 |        |      |
| 섬거삼거리  | 국가지원지방도 제58호선 (옥진로) | 광양시 |        |      |

## 주요 건물 및 시설
- 광양진월중학교 (백운2로 96/선소리 752)